# Юрій Вухналь
Ю́рій Вухна́ль (справжнє ім'я Іван Дмитрович Ковтун; 5 жовтня 1906, Чорнобаївка — 15 липня 1937, Київ) — український письменник-гуморист і сатирик доби розстріляного відродження. Жертва сталінського терору.

## Життєпис

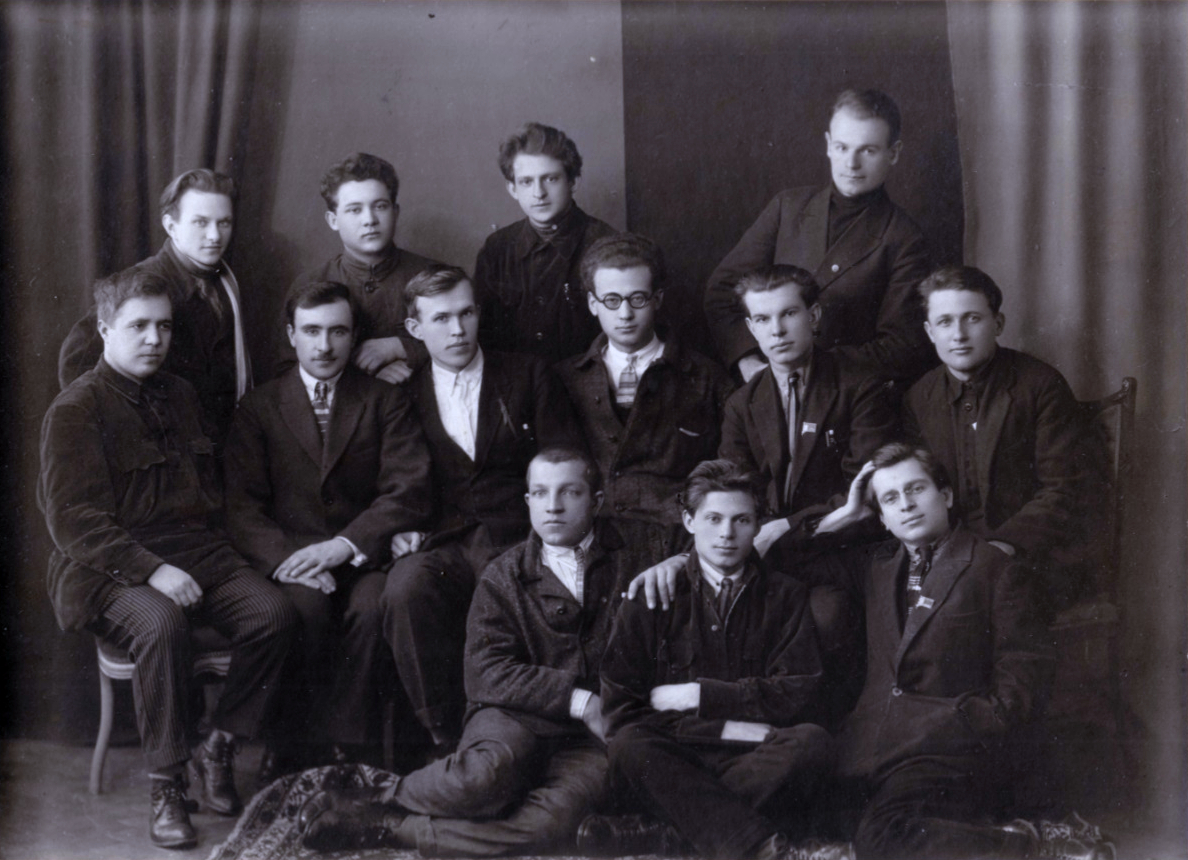
Літературна організація «Молодняк». 1927. Зліва направо: сидять унизу Олексій Кундзіч, Павло Усенко, Петро Голота; в середньому ряду Дмитро Гордієнко, Олесь Донченко, Терень Масенко, Леонід Первомайський, Іван Момот, Марко Кожушний; стоять угорі Іван Ковтун (Юрій Вухналь), Ярослав Гримайло, Борис Даніман (завідувач відділу друку ЦК ЛКСМУ і член редколегії журналу «Молодняк»), Володимир Кузьмич.

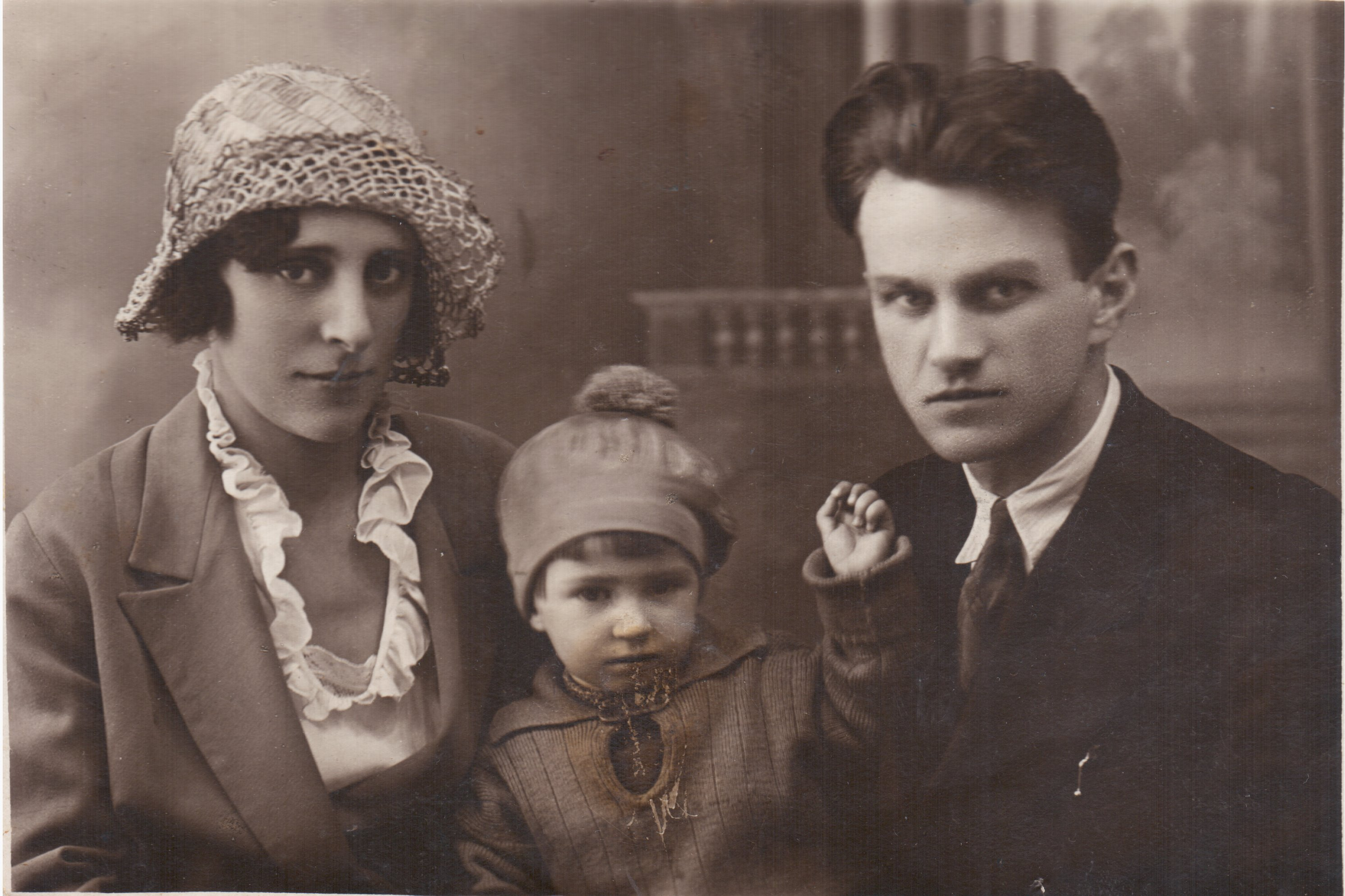
Юрій Вухналь з родиною, 1933

Іван Дмитрович Ковтун побачив світ 5 жовтня 1906 року в селі Чорнобаївка Ізюмського повіту на Харківщині в селянській сім'ї.
Закінчив Куп'янську гімназію. 1922 року вступив на педагогічні курси імені Григорія Сковороди в Харкові, після яких навчався в Харківському інституті народної освіти.
Ще студентом співпрацював у газеті «Селянська правда», де й надрукував перші твори. Потім працював у редакціях газети «Комсомолець України», журналу «Червоний перець». Належав до літературних організацій «Плуг», «Молодняк», Всеукраїнська спілка пролетарських письменників (ВУСПП). Став одним із найпопулярніших українських сатириків. Не випадково у журналістських колах його називали «комсомольським Остапом Вишнею».
Дмитро Чуб писав:
Серед численних письменників-гумористів 20-30-их років цього століття Юрій Вухналь був одним з найталановитіших і найулюбленіших авторів після Остапа Вишні.  Він привернув увагу читача і завоював собі почесне місце насамперед тим, що перший почав змальовувати в літературі, зокрема в гуморесках, неґативного серед комсомольців героя в найрізноманітніших обставинах. Його сміливість, дотепність і тематична різноманітність були причиною того, що ті видання, де друкувалися Юрій Вухналь та Остап Вишня, були найпочитнішими. Юрій Вухналь знав такі секрети сміху, яких не знали інші гумористи.
Уповноважені Харківського обласного управління НКВС 2 листопада 1936 року провели трус на квартирі й заарештували письменника. Під час обшуку вилучено: паспорт, військовий квиток, кілька записників, один бойовий набій, різне листування, 7 фотографій, 8 друкованих портретів українських письменників та понад сотню книжок різних авторів. Понятим під час обшуку випало бути літератору Денису Галушці.  Юрію Вухналю пред'явили звинувачення: «участь в українській націоналістичній терористичній організації, яка готувала терористичні акти проти керівників ВКП(б) і Радянського уряду».В архівно-кримінальній справі гумориста міститься одинадцять протоколів допитів, різних за метою, зовнішнім оформленням та обсягом. Водночас архівно-кримінальна справа Юрія Вухналя так само має ознаки перлюстрації та вилучень документів, у ній порушена нумерація аркушів і, як мінімум, відсутній протокол очної ставки з В. Чечвянським. На численних допитах і на суді ні в чому себе винним не визнав. Зачитані проти нього свідчення категорично заперечив як фальшиві.
За особистої санкції Сталіна і його найближчих соратників по Політбюро ЦК ВКП(б) Військова Колегія Верховного Суду СРСР 14 липня 1937 року засудила Ковтуна-Вухналя до найвищої міри покарання — розстрілу з конфіскацією належного йому майна. Вирок виконано 15 липня 1937 року.
В журналі «Перець» № 7 за 1977р розміщено гуморески та мальований портрет

## Реабілітація
При додатковому розслідуванні справи в 1958 році Максим Рильський, який добре знав Юрія Вухналя, дав такий відгук про нього:
Це був здібний гуморист і автор цікавих книжок для юнацтва та дітей. Я ніколи не сумнівався, що Іван Дмитрович Ковтун чесний і відданий радянський громадянин.
А Микола Бажан написав так:
Він безумовно був радянською людиною, якій були чужими антирадянські чи націоналістичні настрої та висловлювання. У своїх пародіях, епіграмах, жартах він засобами сатири й гумору боровся зі всім, що відживає…
Військова колегія Верховного Суду СРСР 4 листопада 1958 року вирок щодо Івана Дмитровича Ковтуна-Вухналя скасувала і справу припинила через відсутність складу злочину.

## Творчість

### Гумористичні твори, збірки
- «Червоні паростки» (1925) — збірка оповідань
- «Товариш і товаришок» (1926), (1929) — гуморески
- «По злобі» (1927)
- «Початкуючий» (1928)
- «Шматкуючий» (1928)
- «Яструби» (1928) — авантюрний роман
- «Помилка професора Кіма»
- «Гумореска» (1929) — збірник на 241 стор.
- «Життя та діяльність Федька Гуски» (1929)[6]
- «Одруження Гаврила Ратиці» (1929)
- «Щирий українець» (1929) — збірка
- «Крилатий рейд» — нарис
- «Помилка професора Кіма» — повість з життя піонерів
- «Люди моря» (1931) — збірка нарисів
- «Азіятський аероліт»[7] (1931) — науково-фантастичний роман
- «Юнбуд» (1931) — повість з життя молоді
- «Чанг» — пригодницька повість